# Rotativă

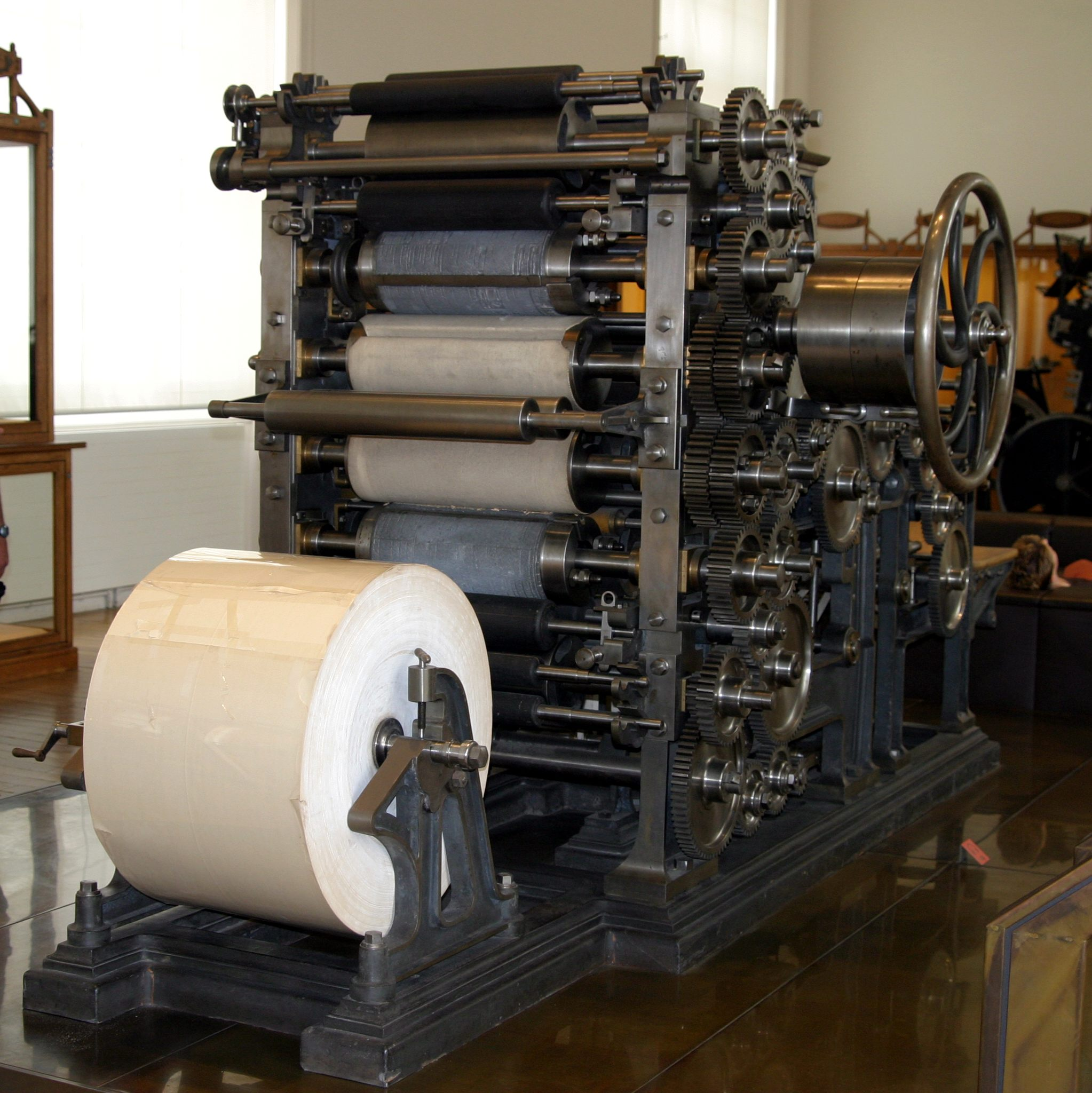
Rotativă de tip Marinoni (Franța, 1883).

Rotativa este o mașină de tipărit ziarele și publicațiile de mare tiraj, care funcționează prin rotirea a doi cilindri cu suprafețele în contact, unul ca suport al clișeului, celălalt ca organ de presiune.
Cea mai cunoscută rotativă din România este o mașină subversivă de tipărit bani, găsită de mineri în 14 iunie 1990 la „penețeu” și confundată cu o „mașină de scris automată”.
De altfel, se pare că minerii au confundat și locul unde au găsit mașina, deoarece banii tipăriți cu aceasta îi găsiseră la „peneleu”.